# 引爆點
《引爆點》，是一部於2018年上映的懸疑議題台灣電影，由吳慷仁、姚以緹、尹馨、徐詣帆、陳以文、陳家逵、藍葦華、朱陸豪、周群達、李劭婕、夏漢君領銜主演，莊景燊執導、王莉雯編劇，2018年8月31日在台灣上映。

## 演員陣容
| 演員姓名            | 角色名稱       | 介紹                                                               |
| 吳慷仁              | 周建生         | 35歲，中央法醫中心法醫                                             |
| 姚以緹              | 金敏照         | 30歲，高雲地檢署檢察官，綠合會成員                                 |
| 陳家逵              | 楊家達         | 41歲，高雲分局偵查隊長                                             |
| 陳以文              | 魏林昆（阿昆） | 寶港村漁民，45歲，在漁港製冰廠工作                                 |
| 藍葦華              | 陳益達         | 42歲，高雲縣新上任縣長                                             |
| 朱陸豪              | 高偉           | 58歲，中央法醫中心主任，周建生的老師                               |
| 李劭婕              | 宋靜瑜         | 南方公民報記者                                                     |
| 周群達              | 王慶祥         | 43歲，通聯石化集團總經理                                           |
| 徐詣帆 （特別演出） | 康文海（阿海） | 寶港村漁民，43歲，阿海和親如兄弟的阿昆一起捕魚、在港邊的製冰廠工作 |
| 尹馨 （特別演出）   | 郭秀雲         | 38歲，寶港村漁民康文海的妻子                                       |
| 楊少文              | 張洪振         | 高雲縣議員                                                         |
| 朱宥丞              | 威威           | 阿海與秀雲的兒子                                                   |
| 夏漢君              |                | 王慶祥總經理的保鑣                                                 |
| 王道南              | 李教授         | 綠合會成員                                                         |
| 洪群鈞              | 小爆           | 綠合會成員                                                         |
| 王牧語              | 聰聰           | 綠合會成員                                                         |
| 舒偉傑              |                | 縣長幕僚                                                           |
| 朱辰瀧              |                | 派出所所長                                                         |
| 范姜泰基            |                | 主任檢察官                                                         |

## 宣傳
2018年7月10日，因颱風強颱瑪莉亞來北北基宣布下午4點停班停課，影響所及，台北電影節閉幕片《引爆點》也取消晚上舉行的世界首映，觀眾可持票兌換新開的7月24日放映場次。
2018年7月18日，在台北京站威秀舉行媒體試片記者會。

## 拍攝地點
該片於台中市與高雄市多處拍攝，包括：惠民路、市政北一路、西屯區龍富路段、臺中高等法院、臺中市政府新聞局多媒體簡報及新聞發佈室、臺中市政公園停車場、臺61線大甲路段、外埔實驗堆肥廠、臺中市政府原住民事務委員會大樓、臺中市交通裁決所大廳、高雄市彌陀區彌陀港等等。臺中市政府也給予該片300萬輔導金及拍攝支援。

## 獎項
文化部影視及流行音樂產業局主辦、財團法人國家電影中心承辦民國106年（2017年）年度徵選優良電影劇本
| 年份         | 獎項                                               | 入圍者      | 結果 |
| ------------ | -------------------------------------------------- | ----------- | ---- |
| 2017         | 民國106年（2017年）年度徵選優良電影劇本 首獎劇本獎 | 《引爆點 》 | 獲獎 |
| 2013         |                                                    |             |      |
| 阿榮獎       | 《引爆點 》                                        | 獲獎        |      |
| Moneff Award | 《引爆點 》                                        | 獲獎        |      |
| CNC現金獎    | 《引爆點 》                                        | 獲獎        |      |

## 外部連結
- 《引爆點》的Facebook專頁
- Yahoo奇摩電影上《引爆點》的資料（繁體中文）
- 開眼電影網上《引爆點》的資料（繁體中文）
- 豆瓣电影上《引爆點》的資料 （简体中文）
- 互联网电影数据库（IMDb）上《引爆點》的资料（英文）
- 在Netflix上觀看《引爆點》
- 在Disney+上觀看《引爆點》 （因版權限制，本節目可能僅在部分地區上架。）
- YouTube上的